# Gesloten systeem (politiek)
In de politiek spreekt men van een gesloten systeem wanneer de besluitvorming een gebrek aan openheid vertoont, en niet of nauwelijks toegankelijk is voor buitenstaanders. In extreme vorm komt dit voor bij dictaturen en totalitaire staten, maar ook waar respect is voor de mensenrechten, de algemene beginselen van behoorlijk bestuur en de algemene beginselen van behoorlijk proces kan sprake zijn van sociale uitsluiting en tekort aan transparantie.

## Beperkte toegang van buitenstaanders
Er zijn vele mechanismen die een rol spelen in het blokkeren van buitenstaanders, bijvoorbeeld:
- Nepotisme, het bevoordelen van familie of gelijkgestemden.
- Erfelijke ambten, bijvoorbeeld monarchie en rijkserfambten en het bestaan van dynastieën.
- Rigide maatschappelijke structuren die maatschappelijke stabiliteit en de status quo benadrukken en bevorderen, waaronder tradities, uitgevonden tradities en het anciënniteitsbeginsel, waarbij een lange staat van dienst maatschappelijke voordelen oplevert.
- Regelingen die de zittende macht bevoordelen bij verkiezingen, waaronder kiesdrempels, districtenstelsels en kiesrechtgeografie.
- Sociale segregatie en geografische segregatie waaronder adel, kastenstelsels, rassensegregatie, seksesegregatie, verzuiling, apartheid en etnische zuivering.
- Onnodige inbreuk op gelijke behandeling, waaronder achterstelling wegens ras, sekse, seksuele geaardheid, gender, religie, etniciteit of nationaliteit.
- Maatregelen die bepaalde bevolkingsgroepen benadelen, zoals het verbod op uitingen van eigen taal en cultuur of het selectief inzetten of verwaarlozen van infrastructuur en sociale voorzieningen. Ook beperking van de toegang tot het recht en de werking daarvan, niet alleen door schending van de algemene beginselen van behoorlijk proces, maar bijvoorbeeld ook door het kiezen van locaties die nauwelijks zonder auto bereikbaar zijn.
- Verering van machthebbers, waarbij zij eventueel heilig of goddelijk verklaard worden, bijvoorbeeld farao, paus en Chinese keizers die de titel Zoon van de Hemel voerden. Verder de persoonsverheerlijking van dictators als vadertje Stalin en Saparmurat 'Türkmenbaşy' Niazov
- Afhankelijkheidsrelaties, zoals ministerialiteit, feodalisme, cliëntelisme en vriendjespolitiek
- Concentratie van sociaal kapitaal, waaronder macht, kapitaal en productiemiddelen, bijvoorbeeld het instellen van gilden met gereguleerde toegang.
- Machtsuitoefening en machtsmisbruik, bijvoorbeeld corruptie, inperking van burgerrechten, instelling van beroepsverboden, overmatige inzet van geheime politie, intimidatie, het uitroepen van de staat van beleg en beperking van vrijheid en verkeer, bijvoorbeeld door douanerechten, tolheffing of instelling van een spertijd.

## Tekort aan transparantie
Naast censuur en andere vormen van persbreidel spelen vooral regulerende mechanismen in de politieke besluitvorming een rol bij transparantie. Worden overheidsbesluiten neutraal en helder kenbaar gemaakt? Kunnen bestuursmaatregelen en hun gevolgen door de rechter getoetst worden? Is duidelijk waar de verantwoordelijkheid voor een besluit ligt? Speelt men bij fouten open kaart, of grijpt men makkelijk naar de doofpot? Waar sprake is van een afrekencultuur, heeft degene die een fout maakt er belang bij om die te verbergen.

## Doorbreken van het politieke systeem
Wanneer een bestuurscultuur een generatie of langer gesloten en ondoorzichtig is geweest, is het doorbreken van die cultuur een kwestie van lange adem of van drastische middelen. Enkele voorbeelden:
- Onder de naam glasnost (Russisch voor 'openheid') probeerde partijleider Michail Gorbatsjov aan het eind van de jaren 1980 de politiek van de Sovjet-Unie te vernieuwen. Deels is dit gelukt, maar de bestuurlijke klasse van voor de val van het IJzeren Gordijn heeft deels standgehouden.
- Na de capitulatie van Japan op 15 augustus 1945 bleef Japan tot 1952 onder controle van de Verenigde Staten. Een deel van de tradities is daarbij verdwenen en de keizer van Japan verloor zijn soevereiniteit onder de grondwet die toen ingevoerd is. Toch zijn in de 21e eeuw nog elementen te herkennen van de masculiene en strikt georganiseerde samenleving die Japan in de tijd van de militaire dictatuur was.